# První vláda Gustava Stresemanna
První vláda Gustava Stresemanna byla vládou Německé říše v období Výmarské republiky působící od 13. srpna do 6. října 1923.
Vláda měla 12 členů a tvořila ji koalice Německé lidové strany (DVP), Sociálnědemokratické strany Německa (SPD), Centra a Německé demokratické strany (DDP). Ve vládě byl jeden nestraník. Kabinet měl pohodlnou většinu 270 mandátů v 459 členném sněmu. Portfeje byly rozděleny v poměru 2:3:3:2. Vláda podala demisi po pouhých 52 dnech vlády kvůli neshodám v definici zmocňovacího zákona (německy: Ermächtigungsgesetz), který by umožnil vládě účinně bojovat proti hyperinflaci.

## Vznik vlády

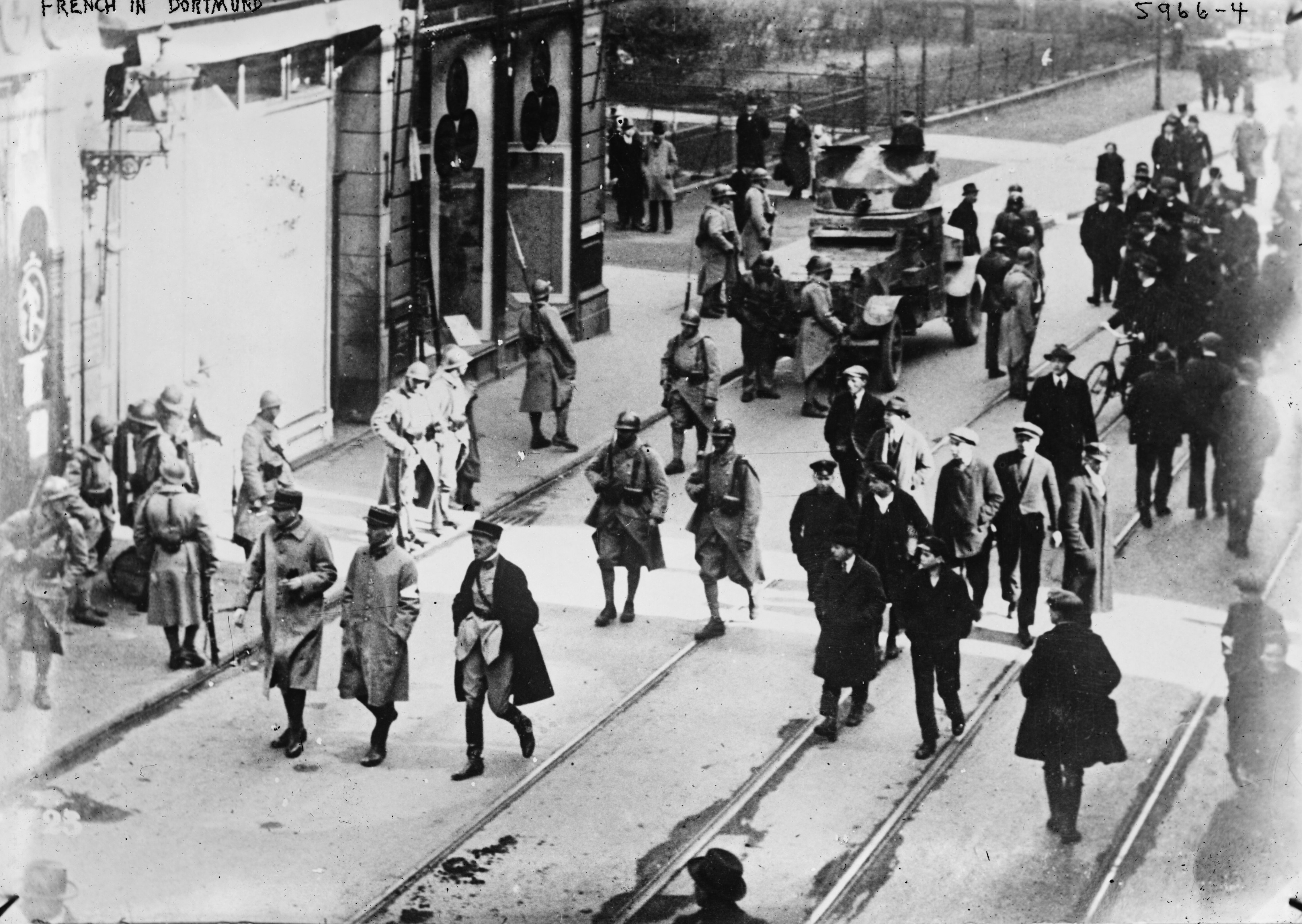
Francouzští vojáci v Dortmundu

Stresemannova vláda byla složena velice rychle. Předchozí poloúřednický kabinet kancléře Cuna pod tíhou levicových demonstrací podal demisi navečer 12. srpna 1923. Ještě ten večer dal prezident Ebert mandát na sestavení nové vlády předsedovi lidovců Gustavu Stresemannovi. Den na to byl kabinet sestaven a Stresemann jmenován kancléřem. První zasedání vlády se konalo 14. srpna 1923, tj. 36 hodin po resignaci kancléře Cuna. Jednalo se o nejrychlejší zformování vlády od vzniku říšského sněmu v roce 1920 do roku 1930, kdy začaly vznikat tzv. prezidentské kabinety.

## Politika vlády
Kabinet zahrnoval všechny strany, které byly pro budování Výmarské republiky a nazýval se širokou koalicí (německy: Große Koalition). Součástí vlády byli sociální demokraté, lidovci, katolíci z Centra a liberální němečtí demokraté. Nikdy ale nebyla podepsána koaliční smlouva či představen politický program. Dědictvím po předchozí vládě byla hyperinflace způsobená zastavením veškeré průmyslové produkce v Porúří. Pasivním odporem se pokusili Němci bojovat proti okupaci Porúří francouzsko-belgickými vojsky. Výsledkem ale byl kolaps marky na měnových trzích a nedostatek cizích měn pro dovoz nutných potravin. Cílem vlády se stala stabilizace marky a osvobození okupovaného Porúří. Vzniklo i nové ministerstvo pro okupovaná území.
Od 15. srpna do 27. září 1923 neproběhlo žádné zasedání sněmu a kabinet spoléhal na 48. článek ústavy, který povoloval prezidentovi vládnout bez sněmu za pomoci dekretů. Na zasedání 30. září se řešil transfer pravomocí ze sněmu na vládu. Kabinet navrhl rozsáhlou nezávislost vlády na sněmu a politických stranách. Návrh byl ale sněmem odmítnut. Naopak se shodl na vyšší zátěži dělnictva zvýšením počtu pracovních hodin a dnů, čímž by se lépe dařilo splácet reparace.

## Konec vlády
Kabinet se shodl 1. října 1923 na nutnosti schválení zmocňovacího zákona (německy: Ermächtigungsgesetz), který by dal vládě pravomoci účinně bojovat s ekonomickou krizí. Jedním z opatřeních mělo být i navýšení pracovních hodin v kritických částech průmyslové výroby. Zde ale nepanovala ve vládě shoda. Sociální demokraté pod tlakem odborů a ze stranu z posílení konkurenčních komunistů návrh odmítli. Na druhé straně lidovci volali po okamžitém schválení a zahrnutí nacionalistů z DNVP do vlády. Následující den šla vláda s návrhem na zmocňovací zákon před sněm. Poslanci z SPD hlasovali proti a kancléř Stresemann podal 3. října demisi po necelých dvou měsících vlády. Kancléř lehce obměnil svůj kabinet a 6. října 1923 vznikla jeho druhá vláda.

## Seznam členů vlády

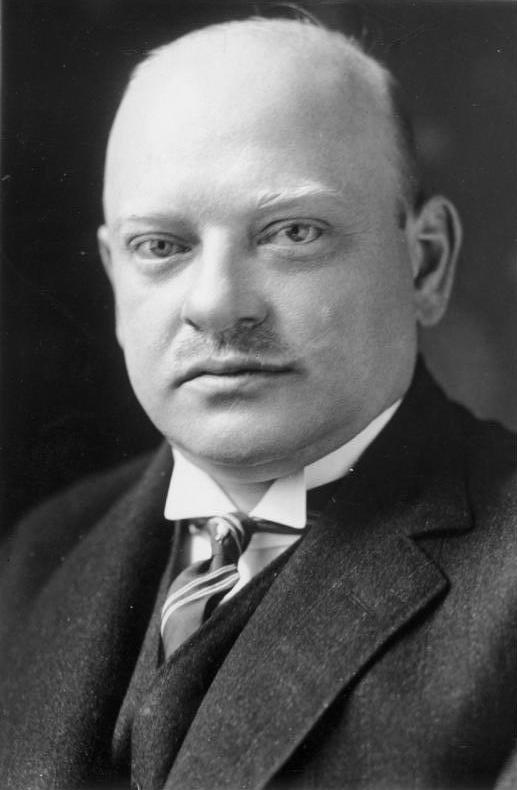
Kancléř Gustav Stresemann

| Portfej              | Ministr                        | Strana | Strana      | Nástup do úřadu | Odchod z úřadu |
| -------------------- | ------------------------------ | ------ | ----------- | --------------- | -------------- |
| říšský kancléř       | Gustav Stresemann              |        | DVP         | 13. srpna 1923  | 6. října 1923  |
| zahraničí            | Gustav Stresemann              |        | DVP         | 13. srpna 1923  | 6. října 1923  |
| vicekancléř          | Robert Schmidt                 |        | SPD         | 13. srpna 1923  | 6. října 1923  |
| znovuobnova          | Robert Schmidt                 |        | SPD         | 13. srpna 1923  | 6. října 1923  |
| vnitro               | Wilhelm Sollmann               |        | SPD         | 13. srpna 1923  | 6. října 1923  |
| finance              | Rudolf Hilferding              |        | SPD         | 13. srpna 1923  | 6. října 1923  |
| hospodářství         | Hans von Raumer                |        | DVP         | 13. srpna 1923  | 3. října 1923  |
| práce                | Heinrich Brauns                |        | Centrum     | 13. srpna 1923  | 6. října 1923  |
| ozbrojené síly       | Otto Geßler                    |        | DDP         | 13. srpna 1923  | 6. října 1923  |
| justice              | Gustav Radbruch                |        | SPD         | 13. srpna 1923  | 6. října 1923  |
| výživa a zemědělství | Hans Luther                    |        | bezpartijní | 13. srpna 1923  | 6. října 1923  |
| okupované oblasti    | Johannes Fuchs pověřen řízením |        | Centrum     | 13. srpna 1923  | 6. října 1923  |
| pošty                | Anton Höfle                    |        | Centrum     | 29. srpna 1923  | 6. října 1923  |
| doprava              | Rudolf Oeser                   |        | DDP         | 13. srpna 1923  | 6. října 1923  |